# 盈科大衍地產發展
盈科大衍地產發展有限公司（簡稱盈大地產，港交所：0432），於2004年5月10日，由東方燃氣集團有限公司更名而來，現時業務在香港和全球經營發展及管理優質物業及基建設施，以及投資物業。

## 歷史
1992年，盈大地產前身是投資公司「友聯建築材料集團有限公司」成立。
1998年，「友聯建築材料集團有限公司」改組成為「友聯建築材料國際集團有限公司」。
2002年，由於發生財政問題，被德祥企業（0372.HK）收購改名為「東方燃氣集團有限公司」。
2004年5月，電訊盈科把旗下包括數碼港、北京盈科中心、電訊盈科中心、其它投資物業和相關物業及設施管理公司等注入東方燃氣，並把東方燃氣改名為盈科大衍地產，把電盈擁有的地產項目借殼上市。
2009年8月，盈大地產以1.18億美元把持有北京工體北路地皮的附屬公司啓夏房地產的全部股權售予瑞安建業，啓夏房地產原於2006年以5.1億元人民幣投得北京工體北路四號地皮。2010年3月，盈科集團及旗下公司因被指囤地該幅地皮而被暫停在北京進行土地交易，並被處以罰款。
2014年4月8日，盈大地產以總代價9.28億美元（相當於約72.01億港元），出售北京三里屯盈科中心予主要投資房地產項目的基匯資本旗下房地產私募基金Vinter Star Ltd。
樓盤面積約169,900平方米的盈科中心，由兩棟甲級辦公樓、兩棟服務型公寓、一間大型購物中心組成
2018年1月16日，盈大地產以20.18億港元，向資本策略收購中環己連拿利3至6號之物業發展項目，並共同發展，將建成一個以住宅為主的高檔發展項目或一幢甲級商業建築。
2018年7月20日，盈大地產公布，附屬公司委聘承建商，於日本北海道二世古Park Hyatt Niseko Hanazono Residences項目所在地的地盤上設計及興建設有100間客房的五星級酒店，合約總額為162.8億日圓（約11.31億港元），預計將於明年第四季落成。

## 私有化
2008年2月，盈大地產被電訊盈科以2.85港元作價私有化，後來否決。

## 物業
- 貝沙灣

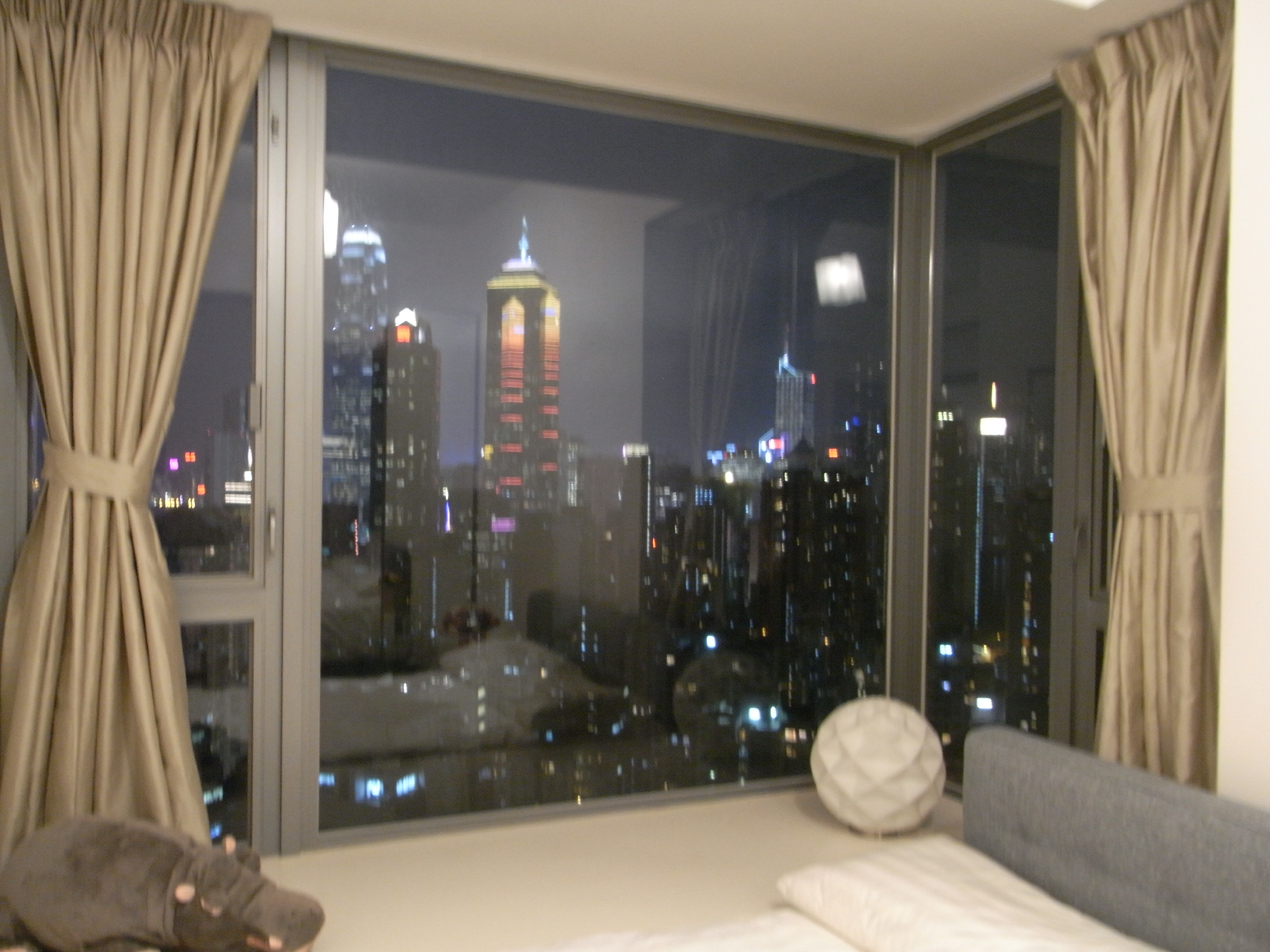
盈峰一號現樓示範單位

- 盈峰一號（英文：One Pacific Heights）位於香港和風里一號，發展商是Talent Master Investments Limited（盈科大衍地產發展之全資附屬公司）。盈峰一號是一座單幢樓，位於上環和風里這條橫街後巷內。2009年8月小業主已經可以收樓，共155個住宅單位。盈峰一號採取封閉式港式物業管理，1層4伙，A及B座單位向北有海景，兩房兩廳。而C及D座只有鳥瞰皇后大道西及荷李活道一小段樓景，實用面積比較小。盈峰一號樓高49層，可算為香港摩天大廈。其樓下倉存第五類危險品。
- 二世古栢悅酒店佔地大約789000平方米，可建樓面面積約620000平方米
- 雅加達蘇迪曼中央商業區盈科中心

## 外部連結
- 盈科大衍地產發展有限公司官方網站 （页面存档备份，存于）